# Geranomyia lutulenta
Geranomyia lutulenta är en tvåvingeart som beskrevs av Frederick Askew Skuse 1890. Geranomyia lutulenta ingår i släktet Geranomyia och familjen småharkrankar. Inga underarter finns listade i Catalogue of Life.